# Adeo
Adeo, anciennement Groupe Leroy Merlin, est une holding française regroupant des entreprises commercialisant des biens de consommation pour le bricolage et la décoration,. Elle est majoritairement détenue par l'Association familiale Mulliez.

## Présentation
L'entreprise est la maison-mère de Leroy Merlin ainsi que des enseignes de bricolage de moyennes surfaces telles que Weldom, Bricocenter ou encore de la marque M regroupants les enseignes Bricoman (France et Pologne), Obramat (Espagne), Tecnomat (Italie), Obramax (Brésil).

## Historique
À la fin de la Première Guerre mondiale, Adolphe Leroy père commence à acheter et à revendre des surplus des Stocks américains. En 1923, Adolphe fils épouse Rose Merlin et ils ouvrent à Nœux-les-Mines un magasin baptisé « Au stock américain », où ils vendent des matériaux de construction et jusqu'à des maisons en kit. En 1947, sont ouverts trois nouveaux magasins dans le Nord et, en 1960, le groupe est rebaptisé « Leroy Merlin ». À la fin des années 1970, il compte 33 magasins,.
En 1979, la famille Mulliez entre dans le capital de l'enseigne Leroy Merlin. En 1989, le groupe s'implante en Espagne.
En 1994, le groupe achète Bricoman, en Belgique, au groupe Louis Delhaize. L'enseigne est ensuite lancée en France en 1999 ; cependant le groupe quitte le marché belge en 2003, et vend les magasins au groupe néerlandais Vendex KBB.
En 2007, le groupe Mulliez rebaptise le groupe Leroy Merlin en Adeo, pour éviter la confusion avec une seule de ses enseignes (Leroy Merlin).
En 2003, le groupe achète Aki, magasins espagnols et portugais, et en 2005, Weldom et Bricocenter.
En 2008, Leroy Merlin rachète William Obrist en Pologne pour 45 M€. L'enseigne passe de 3 à 24 magasins.
La même année, Leroy Merlin rachète Castorama Italie (31 magasins) au groupe britannique Kingfisher pour un montant de 615 millions d'euros, soit un peu plus que celui évoqué à l’époque (560 M€) « pour tenir compte des bénéfices générés par la chaîne depuis cette date ». Après l'approbation des autorités de la concurrence, le groupe Adeo transfère les 60 magasins Castorama en Italie sous l'enseigne Leroy Merlin pour les plus grandes et Bricocenter pour les plus petites. Ce processus se termine au premier semestre de 2011.
En juin 2012, le groupe Adeo rachète le site Delamaison.fr, site web spécialisé dans l'ameublement qui revendique 3 millions de visiteurs chaque mois.
En octobre 2014, le groupe Adeo rachète Quotatis,, un site web de mise en relation avec des artisans ; la plateforme est aussi présente au Royaume-Uni et en Espagne.
En novembre 2015, Adeo annonce le rachat de Tikamoon, site marchand de mobilier.
Fin septembre 2020, Adeo cède l'immobilier de 42 magasins dans le cadre d'un rééquilibrage. Les magasins concernés sont situés en France, Espagne et au Portugal et appartiennent aux enseignes Leroy Merlin, Bricoman et Bricomart. Les enseignes seront donc désormais locataires, mais ne déménageront pas. Les murs rapportent au total 500 millions d'euros au groupe Adeo qui les cèdent à la foncière Batipart (41 %) et à la Mutuelle Covea (39 %), les 20 % restants appartiennent à la structure créée par Adeo pour l'acquisition.

### Maintien de son activité en Russie après l'invasion de l'Ukraine
En 2022, malgré les sanctions occidentales visant l'économie russe en réponse à l'invasion de l'Ukraine, Adeo décide de maintenir son activité en Russie, pays pesant près de 20 % de son chiffre d’affaires (5 milliards d'euros), le plus important hors de France et comptant 45 000 salariés. Le 23 mars 2022, le président ukrainien Volodymyr Zelensky qualifie Leroy Merlin de « sponsors de la machine de guerre russe ». Le groupe confirme  qu'il ne fermera pas ses magasins de bricolage, arguant que cela « renforcerait les moyens financiers de la Russie ».
Dans le même temps, un de ses magasins à Kiev est touché par un bombardement russe. Les employés ukrainiens utilisant la messagerie de l'entreprise pour se coordonner dans la fourniture d'équipements aux abris et aux barricades, la direction leur coupe cette messagerie, invoquant un risque de piratage. D'après le Wall Street Journal, Adeo souhaite profiter du vide créé par le retrait des entreprises internationales pour gagner des parts de marché.
En mars 2023, Adeo annonce son intention de céder le management opérationnel de Leroy Merlin Russie. 
En novembre 2023, le groupe annonce le remplacement de Philippe Zimmermann par Thomas Bouret en tant que directeur général à partir de janvier 2024 pour raisons de santé. 

## Enseignes
Adeo regroupe différentes enseignes présentes dans 21 pays à travers ses 1 000 points de vente et 7 marketplaces : 
- Leroy Merlin : grande surface de bricolage, implantée en France, en Espagne, au Portugal, en Italie, en Pologne, en Russie, en Ukraine (à partir de 2010), au Brésil, en Grèce, à Chypre et en Roumanie (à partir de 2011).
- La marque M, (regroupant Bricoman, Obramat, Obramax et Tecnomat) : grande surface de bricolage pour les professionnels, présent en France (Bricoman), en Espagne (Obramat), en Pologne (Bricoman), en Italie (Tecnomat) et au Brésil (Obramax), au Portugal (Obramat) ;
- Weldom : petites et moyennes surfaces de proximité de bricolage. Présents en France, avec un réseau d’indépendants et de magasins intégrés ;
- Naterial : moyenne surface de vente d’aménagement du jardin. Présent en Espagne, France, Uruguay, Allemagne proposant des produits de la marque mère d’Adeo ;
- Bricocenter : moyenne surface de bricolage en Italie ;
- Kbane : spécialisé dans les solutions d'habitat durable et les nouvelles énergies ;
- Saint-Maclou : enseigne spécialisée dans la distribution et la pose de revêtement de sols en France

## Parts de marché
En France, Adeo est le premier acteur du secteur du bricolage et de la jardinerie avec 44% de parts de marché en 2019, devant le groupe Kingfisher (enseignes Castorama et Brico Dépôt, 34%), le groupe Mr.Bricolage (8%), le groupement des Mousquetaires (4%), Brico Leclerc (3%), Cofaq (2%) et Entrepôt du Bricolage (2%).